# Patagonian Expedition Race
Patagonian Expedition Race es una carrera de aventura anual, que tiene lugar en Patagonia, Chile, el punto más austral del mundo después de la Antártida. Los equipos mixtos están formados por cuatro atletas que compiten en las siguientes disciplinas: kayak de mar, orientación, bicicleta de montaña, trekking y trabajo en cuerdas. 

## Características
Desde su inicio en 2004, se han completado travesías de 520 kilómetros hasta más de 1100 kilómetros en 2007 con un promedio de tiempo de 9 hasta 12 días de carrera. Confiando solo en la fuerza física y mental, a los participantes solo se les permite utilizar brújula y mapa para encontrar el camino a la meta en la inhóspita Patagonia, haciendo de Patagonian Expedition Race una de las carreras de aventura más extremas del mundo. En el año 2007, Patagonian Expedition Race fue la carrera de aventura más larga jamás realizada, con más de 1.100 kilómetros de ruta. 
Aunque el desafío principal es un evento deportivo, otro objetivo de la carrera es sensibilizar y mostrar al mundo la diversidad natural única y la riqueza del patrimonio cultural de Patagonia. La carrera ha reunido un interés mediático internacional que ha ido en aumento a través de los años.
El director de la carrera, Stjepan Pavicic, dijo:

En el 2002, comenzamos la larga empresa de organizar el Patagonian Expedition Race. Desde sus orígenes, nos hemos concentrado en crear una experiencia que no es solo un desafío físico y mental, sino uno que envía un mensaje al mundo: debemos proteger y preservar esta remota e inmaculada región en la Patagonia chilena. Hoy día, nuestro evento está entregando este mensaje al mundo, y estamos orgullosos que una compañía global del calibre de Wenger se nos una en esta búsqueda. La marca, sus productos y su filosofía corporativa encajan perfectamente con nuestra iniciativa.

La sexta edición de verano de Patagonian Expedition Race de 2009 tuve lugar entre el 10 y el 20 de febrero y comenzó en el sudeste de los Campos de Hielo Sur hasta la meta en el punto más austral del continente americano, alcanzando La Cruz de los Mares en el fin del mundo. La geografía del terreno, las largas distancias y las condiciones climáticas hicieron de esta una carrera un verdadero desafío. A mitad de camino, una sección de trekking de 110 kilómetros hizo que 6 de los 11 equipos abandonaran la competencia. 
El Wenger Patagonian Expedition Race es la única carrera de aventura en el mundo que ha sido patrocinada como sociedad oficial por un Comité Olímpico.